# Julius Hermann (Architekt)

Julius Hermann

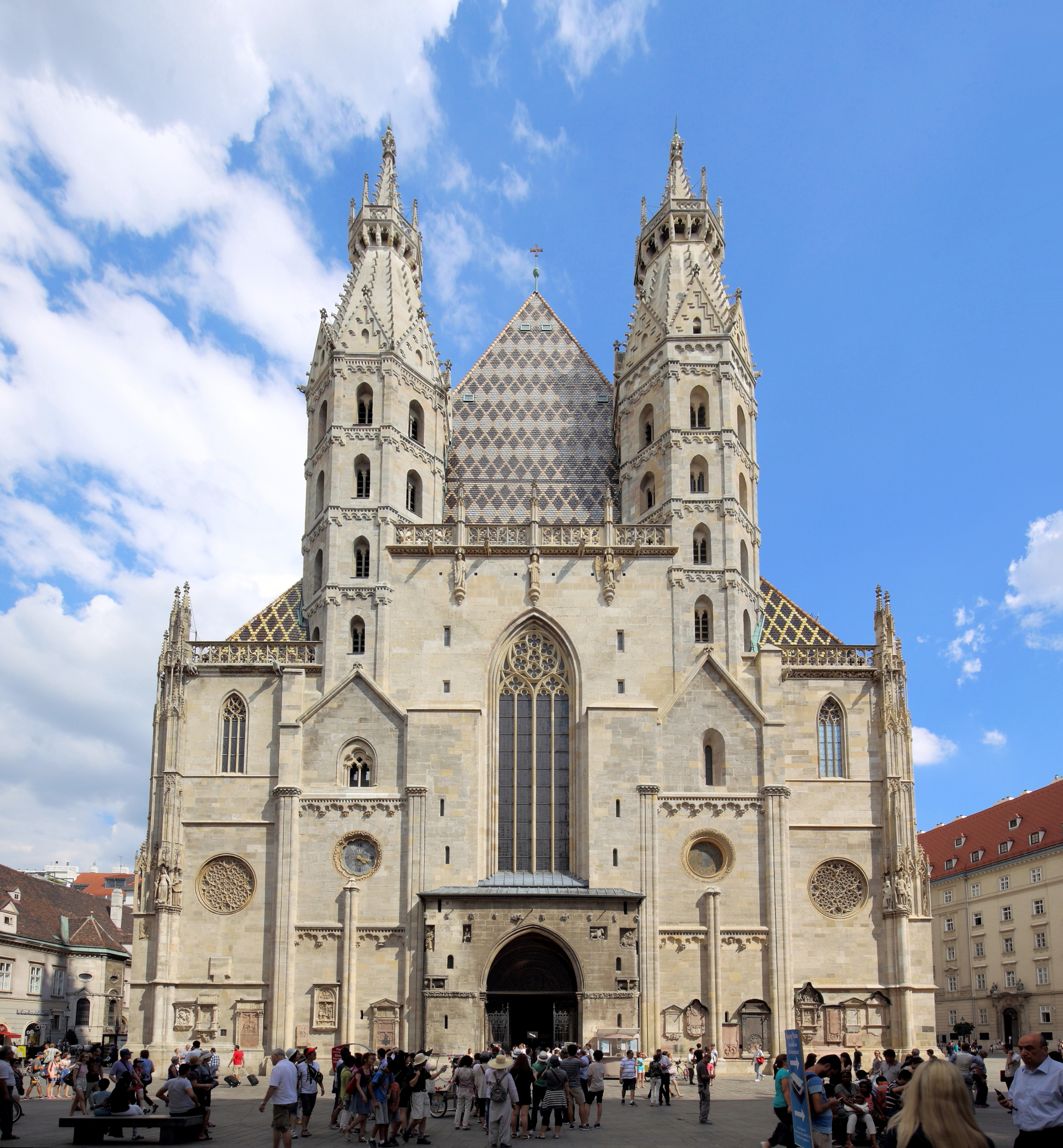
Westfassade des Stephansdoms

Julius Hermann (* 2. Mai 1848 in Wien; † 1. März 1908 ebenda) war ein österreichischer Architekt und Dombaumeister von St. Stephan.
Nach seinem Studium der Architektur am Wiener Polytechnikum und nachfolgend an der Akademie der bildenden Künste Wien, zunächst unter Carl Roesner und August Sicard von Sicardsburg, anschließend in der Meisterklasse von Friedrich von Schmidt, arbeitete Julius Hermann 1870–1875 als Bauführer bei dessen Neubauprojekt der Kirche Maria vom Siege in Wien und anschließend 1876–1880 bei dem Restaurierungsprojekt der Stiftskirche Klosterneuburg mit. 1877 wurde er Mitarbeiter Schmidts in der Dombauhütte von St. Stephan, deren Leitung er am 23. Februar 1891 zunächst provisorisch, danach offiziell als Dombaumeister übernahm. Unter seiner Leitung wurde vor allem die stilistisch heterogene Westfassade restauriert, wobei er um eine denkmalpflegerisch korrekte Wiederherstellung bemüht war.
An der Stadtpfarrkirche Steyr setzte er 1885–1889 das von Schmidt begonnene Restaurierungsprojekt fort, in den Jahren 1897 bis 1899 restaurierte er die Pfarrkirche Hauskirchen, bei der Restaurierung der Pfarrkirche Mistelbach (Niederösterreich) gestaltete er 1902 die Westfassade in Übereinstimmung mit dem mittelalterlichen Kirchenbau neu. In Wien setzte er ab 1903 das von Victor Luntz begonnene Restaurierungsprojekt der Minoritenkirche fort.
Daneben war Hermann als Mitglied der K.K. Zentral-Kommission zur Erforschung und Erhaltung der Kunst- und Historischen Denkmale tätig.